# Bajil (Moratalla)

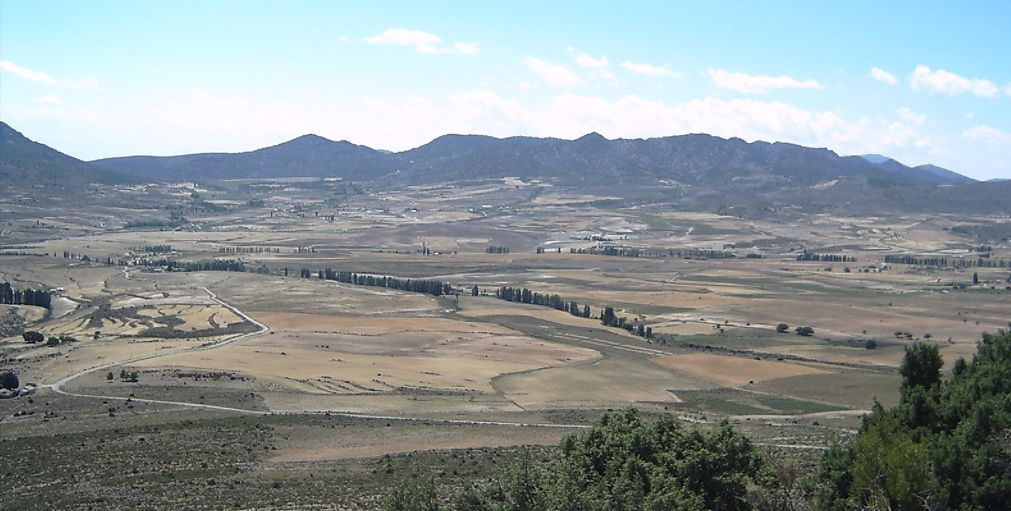
Campo de San Juan (Moratalla, Región de Murcia)

El yacimiento prehistórico de Bajil, también denominado como Bagil, se halla enclavado en el municipio español de Moratalla (Región de Murcia), más concretamente en un monte a 1350 metros de altitud, que se denomina el Cerro de las Víboras (en el marco de la sierra de Zacatín). Este yacimiento constituye uno de los más importantes hallazgos que en las últimas décadas se ha producido en lo que a la arqueología de la Región de Murcia respecta. La importancia de estos restos prehistóricos viene dada por las posibilidades de documentar a partir de él algunas cuestiones relativas a la forma de vida y la comprensión de la muerte durante la Edad de los Metales en las zonas interiores del Sureste español. De forma más concreta se ha podido documentar la ocupación del poblado durante las etapas del Calcolítico final, y el Bronce antiguo y pleno.
Este yacimiento excavado por la Universidad de Murcia, bajo la dirección del Catedrático en Prehistoria Jorge Juan Eiroa, a partir del año 1990, muestra la presencia de un poblado situado en un lugar elegido por razones estratégicas, fortificado con obras de cierta importancia, desde el que se domina un amplio territorio con potencialidad agrícola y ganadera, que tiene necrópolis megalítica y objetos de prestigio, materiales de cobre y presencia del Vaso Campaniforme. Se trata de un asentamiento estable y duradero, hasta el punto de que se ha detectado una fase final de tradición argárica.

## Localización
El yacimiento de                                                                         Bajil se encuentra situado en una disposición estratégica, pues se ubica en un cerro emplazado a 1350 metros de altura sobre el nivel del mar, en el Noroeste de la Región de Murcia, casi limitando con la actual provincia de Albacete (Castilla-La Mancha). El asentamiento se sitúa en un emplazamiento dentro del municipio de Moratalla, en este 
caso en el denominado “Cerro de las Víboras”. Debemos tener en cuenta que el yacimiento permitía controlar una zona crucial de tránsito con importancia a lo largo de la Historia, pues servía de enlace entre el valle del Campo de San Juan (Moratalla) y las zonas situadas al sur de la provincia de Albacete. Esto quedó patente desde los inicios de las investigaciones realizadas, algo que se pudo ver, en un primer momento, con la existencia de yacimientos a lo largo de diferentes periodos, entre la época neolítica y la fase ibérica. El poblado se articula en torno a una amplia meseta que se extiende a lo largo de la zona alta del cerro, cuyo entorno condicionaría las características estructurales del poblado. Mientras la mayor parte del perímetro del cerro se encuentra salvaguardado por la dificultad de acceso que se deriva de la existencia de un relieve escarpado que obstaculiza la entrada al lugar, en el caso del lado sur, que presenta unas características que facilitan el acceso a Bajil, llegó a estos hombres y mujeres de la Edad de los Metales a decidir emprender un refuerzo de las defensas a través de la construcción de una muralla a base de mampostería. A partir de ahí, podemos deducir las características esenciales del medio natural que rodearía al yacimiento: montañoso, con abundantes recursos hídricos, vegetales y animales. A ello debemos unir sus posibilidades de explotación agrícola y ganadera, características que desde un principio llevaron a ver las posibilidades de este lugar a la hora de constituirse como zona de intensa actividad del hombre prehistórico

## El Poblado
Las excavaciones llevadas a cabo por un equipo de arqueólogos de la Universidad de Murcia y dirigidas por el Catedrático Jorge Juan Eiroa, desde el año 1990, se han desarrollado a lo largo de cinco campañas.
Las dataciones realizadas del poblado de Bajil permiten ubicarlo cronológicamente dentro de la Prehistoria murciana en la Edad de los Metales, pero de forma más precisa nos permiten establecer dos periodos de actividad dentro del asentamiento: en primera instancia, en el Calcolítico (con la que se relaciona la necrópolis megalítica que se ubica al lado del poblado) y, con posterioridad, un segundo momento durante el Bronce antiguo y pleno (con influencias de la cultura argárica y Bronce manchego). La importancia del yacimiento deviene de las posibilidades que ofrece a la hora de conseguir un conocimiento más complejo, preciso y rico en matices de la transición desde el Calcolítico hacia la Edad del Bronce en el interior del Sureste peninsular, en una zona como es el interior de Murcia, a la que tradicionalmente no se le había dedicado la atención y donde emergen una serie de rasgos que permiten observar notables diferencias con respecto a la cultura argárica característica y predominante en el sureste.
El poblado se sitúa elevado en unos 70 metros, aproximadamente, con respecto a la cañada del entorno, constituyendo un núcleo estratégico cuyo carácter defensivo resulta visible a través de dos aspectos: por un lado, a nivel físico, el cerro y el carácter escarpado del terreno constituyen elementos defensivos naturales, mientras que, por otra parte, a nivel humano, a través de las excavaciones se ha encontrado testimonio de las acciones de los pobladores para levantar murallas y un torreón, así como también a la hora de crear una disposición aterrazada en torno al poblado. Todos estos elementos harían del yacimiento un lugar al que el acceso sería francamente difícil. Frente al mayor conocimiento que existe del poblado y necrópolis en la época del Bronce, no ocurre lo mismo con el Calcolítico, donde unos sondeos en zonas concretas permitieron observar la existencia de algunas viviendas de planta circular u ovoide, sin poder registrar dato alguno en lo que al mundo funerario se refiere, limitando los hallazgos a algunos elementos de piedra, hueso y cerámica. En estas viviendas los muros se levantan en piedra.
El aspecto mejor conocido es la estructura urbana de los niveles superiores (Edad del Bronce), destacando el conocimiento de algunos edificios. Han aparecido edificios de planta cuadrada, con unas dimensiones amplias: 10 metros de largo por 7,20 metros de ancho, en medidas exteriores, con muros pétreos de 0,85 metros de espesor por término medio, que configura unas medidas interiores de 8 metros de largo por 5,10 metros de ancho, ofreciendo así un espacio interior de unos 36 metros cuadrados. Los materiales utilizados en la construcción de los edificios del poblado denotan el uso de piedra que se enlazaría a través del recurso a la argamasa, así como también podemos suponer algunos revestimientos de barro o yeso.
Asociados al poblado se han encontrado materiales arqueológicos abundantes, como: fragmentos de tinajas contenedoras de gran tamaño, otras cerámicas, vasos carenados de filiación argárica, elementos óseos, diversos instrumentos líticos (puntas de flecha, mazos, hachas,…). A ello se unen diferentes objetos metálicos, algunos de los cuales entrarían dentro de la consideración de elementos de prestigio, propios de las sociedades complejas que reflejan tendencia a la jerarquización. La actividad metalúrgica queda corroborada a través de la aparición de restos de crisoles y moldes de fundición.
Las últimas fases del poblado parecen indicar la posibilidad de un incendio o destrucción, que se hace patente en un importante derrumbe a esos niveles.

## El mundo funerario
A lo largo de las diferentes campañas de excavación realizadas en Bajil, fundamentalmente en las últimas, se pudo constatar la existencia de una intensa actividad funeraria desarrollada por parte de los habitantes de este poblado, hasta el punto de haberse podido localizar e inventariar con precisión 10 tumbas. Destaca el descubrimiento de varias tumbas que registran características propias del mundo argárico: una cista de lajas pétreas con un joven inhumado con ajuar simple representado por un vaso de cerámica; cinco vasijas de enterramiento (con cuatro cadáveres infantiles y un guerrero acompañado de espada); dos enterramientos en fosa; y otra fosa doble; a ello se une otro cadáver más difícil de precisar, cuya muerte se podría relacionar con un accidente o enfrentamiento. Algo especialmente interesante sería la filiación argárica de estos enterramientos, frente a una mayor relación de otros elementos del poblado con el mundo del Bronce manchego.
Especial interés tiene, la necrópolis megalítica de Bajil, que está formada por cinco sepulcros de corredor con cámara. En estos sepulcros han aparecido diferentes restos asociados a los hallazgos óseos humanos, en lo que se podría considerar como muestra de ajuar funerario: restos de cerámica incisa (también lisa), restos líticos, metálicos,… Los sepulcros se encontraron alterados en épocas posteriores, todos ellos removidos y con registro de saqueos durante época antigua (pudiera ser de época romana o medieval).

## Economía
El poblado de Bajil emerge como un lugar que controlaría un entorno económico de gran relevancia. Los habitantes de este lugar disponían de considerables materias primas, así como del dominio de un territorio amplio, que les permitía convertirse en dueños y señores del paso de una vía de comunicación natural reseñable en torno a su núcleo. Esto invitaría a deducir la existencia de una cierta subordinación de algunos núcleos menos, más o menos dependientes, en torno a él, en el entorno más próximo. La localización denota ese marcado carácter estratégico, en el sentido de buscar conseguir un dominio más o menos riguroso del entorno. Destaca la importancia de la actividad agrícola, cuya ratificación la tendríamos en uno de los grandes edificios que aparece en Bajil, el cual sería, según se ha planteado, un posible lugar de almacenamiento del sobrante de producción agrícola, algo que se habría confirmado por la aparición de restos de cerámica que formaría parte de una serie de tinajas contenedoras, así como también los importantes restos carbonizados de trigo y leguminosas.

## Sociedad
A partir de las excavaciones e investigaciones de los hallazgos realizados en Bajil, se ha podido llegar a algunas explicaciones que no hacen sino acercarnos a un mejor conocimiento de cómo era la sociedad durante estos periodos en este lugar del noroeste murciano. A partir de las tumbas, podemos deducir que las personas enterradas en Bajil evidencian la existencia de una organización social jerarquizada, en la que se puede dilucidar, a grandes rasgos varios grupos: hombres adultos que aparecen enterrados con ajuares de prestigio; un segundo grupo sería el de individuos de pleno derecho con ajuares normalizados; el resto serían otros individuos que aparecen con ajuar muy sencillo o sin él. Esto permite hablar de una organización y jerarquización social propias de las “sociedades de jefatura”, que quizá estarían relacionadas, dentro de una especie de interdependencia entre diferentes núcleos y un centro principal en el marco del mundo argárico. Elementos como la creación de elementos defensivos, unidos a los ya comentados enterramientos megalíticos, son aspectos que no hacen sino corroborar la existencia de una sociedad con una complejidad organizativa digna de reseña, que tiende a la jerarquización, con una estabilización en lo que se refiere a la jefatura.
Por otro lado, el hecho de que se haya documentado la existencia de objetos metálicos, unido a la confirmación de la puesta en práctica actividades agrícolas, ganaderas, así como la existencia de cerámica, permiten inferir el desarrollo de la división del trabajo, como consecuencia de una creciente especialización social.
La presencia de los elementos defensivos también se ha asociado a la articulación de una estructura de prestigio, que unida a la existencia de algunas contadas obras megalíticas (caso del dolmen de Bajil) parecen indicar la búsqueda de resaltar la importancia del control del lugar, así como la existencia de algún individuo especialmente importante en ese poblado.

## El Barco de Bajil
En las cercanías del poblado de Bajil (Moratalla, Murcia), más concretamente en la denominada “Cueva del Esquilo”, ubicada en el lado este de la cañada que comunica el campo de San Juan con tierras manchegas, apareció  hace varias décadas la pintura de un barco. La sorpresa que produjo una representación de carácter costero en un lugar de interior como es este, llevó a los investigadores a iniciar la búsqueda de interpretaciones que permitiesen una mejor comprensión de estas pinturas. Las representaciones pictográficas, según indica el profesor de la Universidad de Murcia J. J. Eiroa, constituiría un recuerdo de la mar correspondiente a la acción de algún o algunos individuos que allá por el siglo XVI atravesó o habitó las tierras interiores de Murcia, mostrando un medio de navegación semejante al de las carabelas utilizadas en las expediciones de Cristóbal Colón.

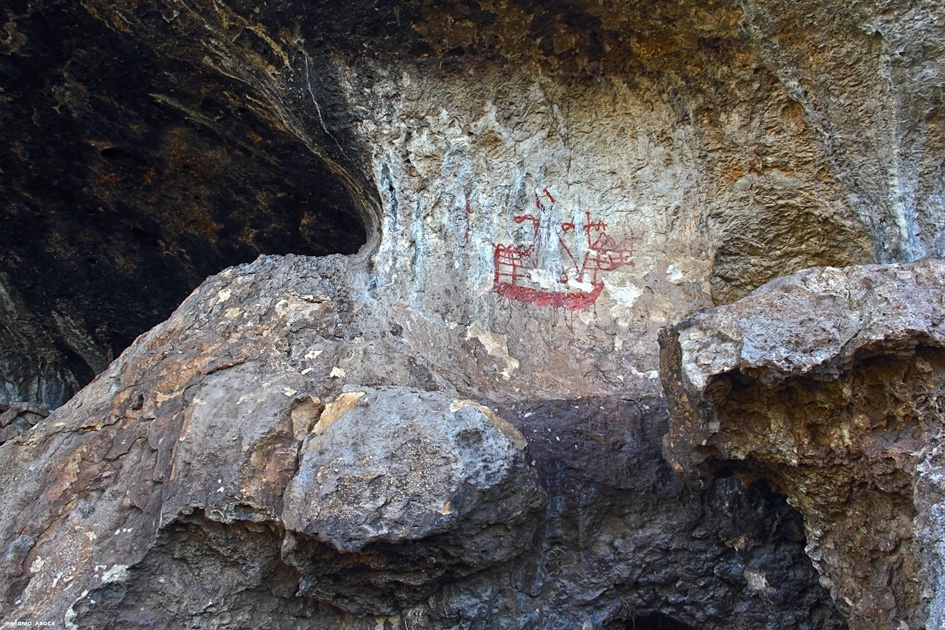
El barco de Bagil